# Pier Domenico Della Valle
Pier Domenico Della Valle (* 4. Mai 1970 in Faetano) ist ein ehemaliger san-marinesischer Fußballspieler.

## Karriere
Della Valle spielte in San Marino und in Italien. Für die Nationalmannschaft bestritt er 21 Spiele, kassierte fünf gelbe Karten und erzielte am 14. Dezember 1994 ein Tor gegen Finnland, das Spiel verlor San Marino mit 1:4. 2006 beendete er seine Karriere.